# Pavonia (Nuevos Países Bajos)
Pavonia fue el primer asentamiento europeo en la orilla oeste del North River (río Hudson) que formaba parte de la provincia de Nuevos Países Bajos del siglo XVII en lo que se convertiría en el actual condado de Hudson, en el estado de Nueva Jersey.

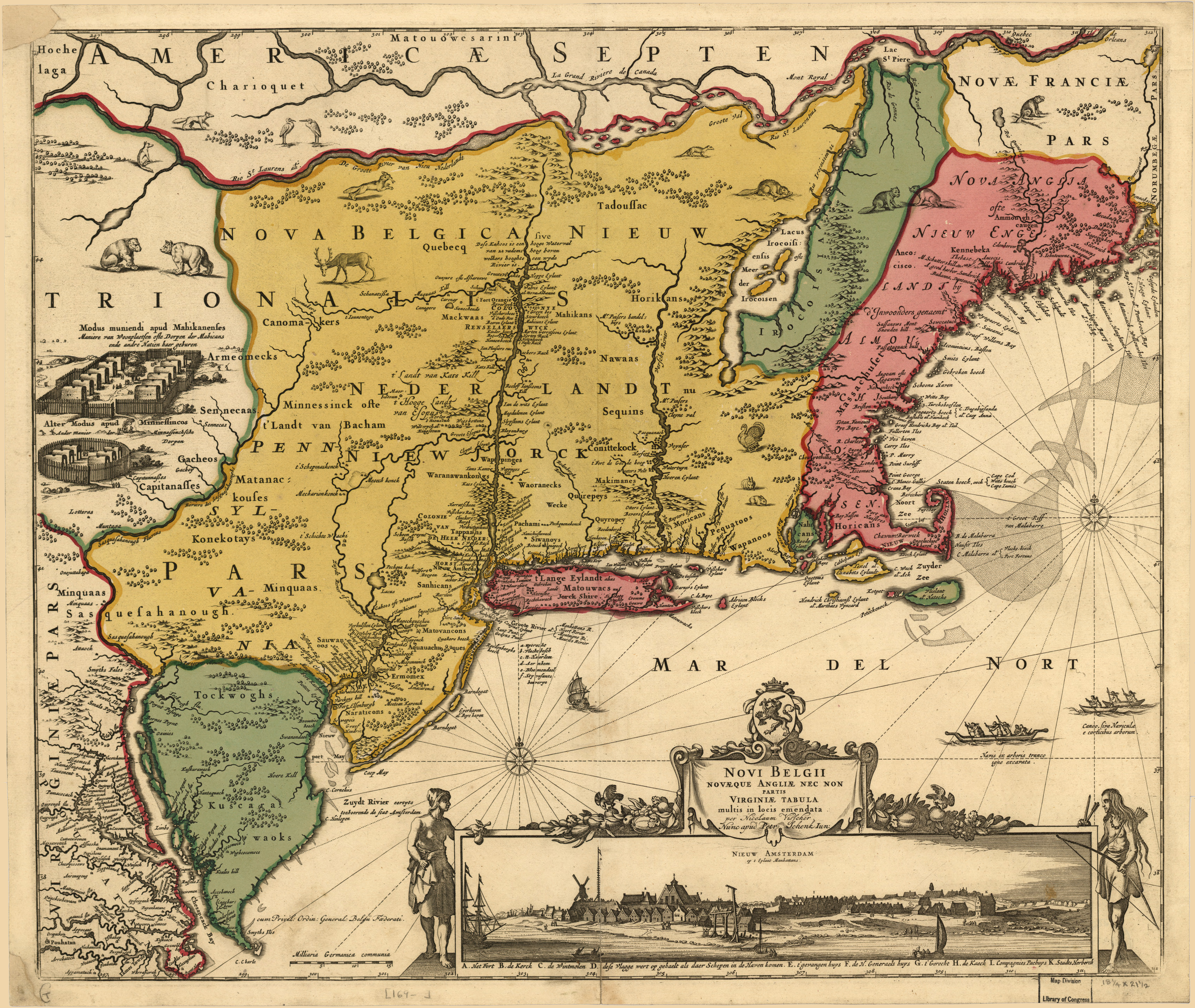
Reimpresión del mapa de 1650 de Nuevos Países Bajos

## Hudson y el Hackensack

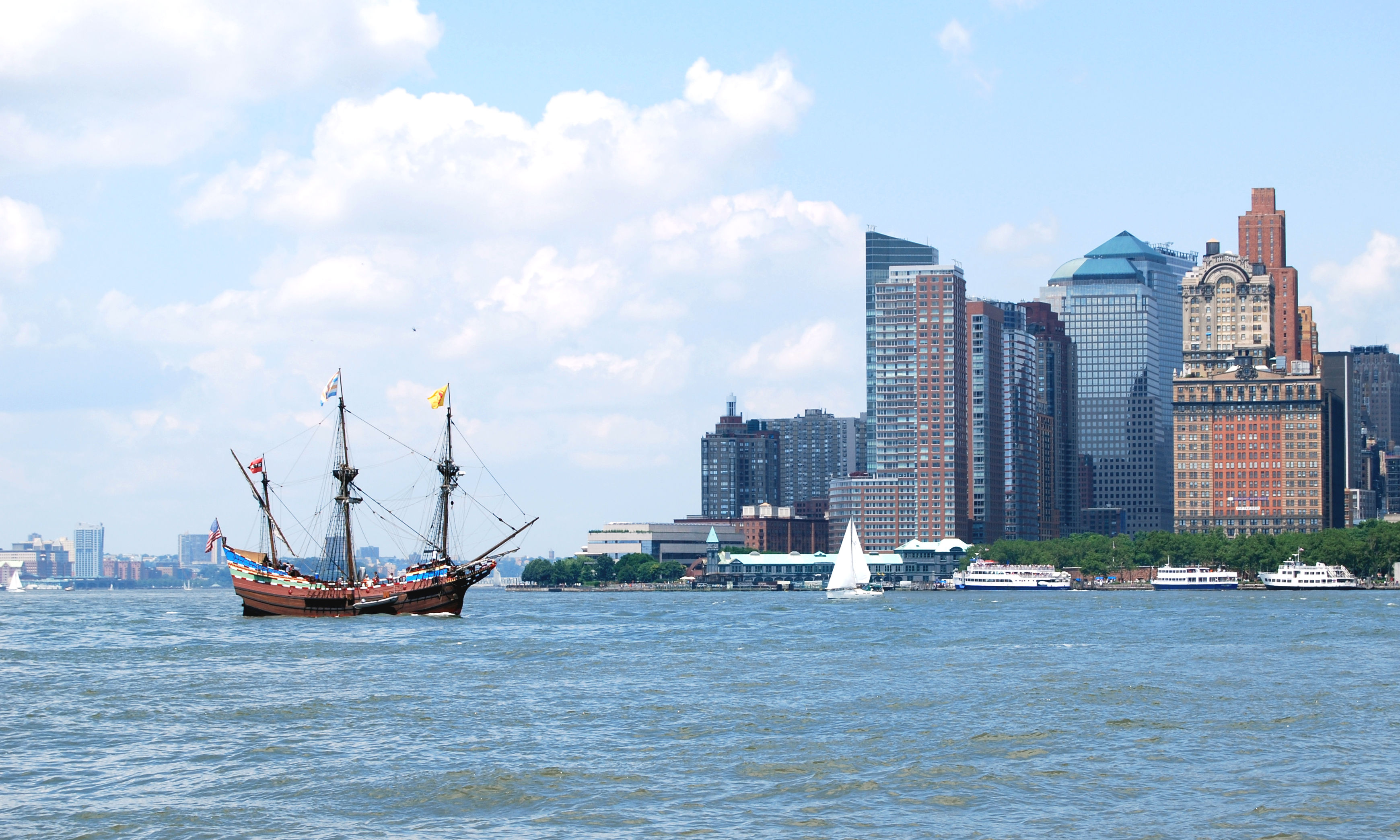
La réplica de Half Moon en la desembocadura del río Hudson acercándose al Bajo Manhattan, sitio de Nueva Ámsterdam, con Hoboken, parte de Pavonia, en el fondo a la izquierda

El primer europeo en registrar la exploración del área fue Robert Juet, primer oficial de Henry Hudson, un capitán de barco inglés comisionado por la Compañía Neerlandesa de las Indias Orientales. Su barco, el Halve Maen (Half Moon), se aventuró en Kill van Kull y Bahía de Newark y ancló en Weehawken Cove durante 1609, mientras exploraba Upper New York Bay y Hudson Valley. En 1617 se estableció un factorij, o puesto comercial, en Communipaw. Otros pueden haberse establecido en Arresick o Hobokan Hackingh.
Inicialmente, estos puestos se habilitaron para el comercio de pieles con los nativos. En ese momento, el área estaba habitada por bandas de pueblos de habla algonquina, conocidos colectivamente como lenni lenape y más tarde llamados delawares. Los primeros mapas muestran que es el territorio de los Sangicans. Posteriormente, el grupo de personas migratorias estacionales que circulaban por la región pasaría a ser conocido con el exónimo de hackensack. Ellos, junto con los tappan, los wappinger, los raritan, los canarsee y otros grupos serían conocidos por los futuros colonos como los "indios del río".

## Patrocinio

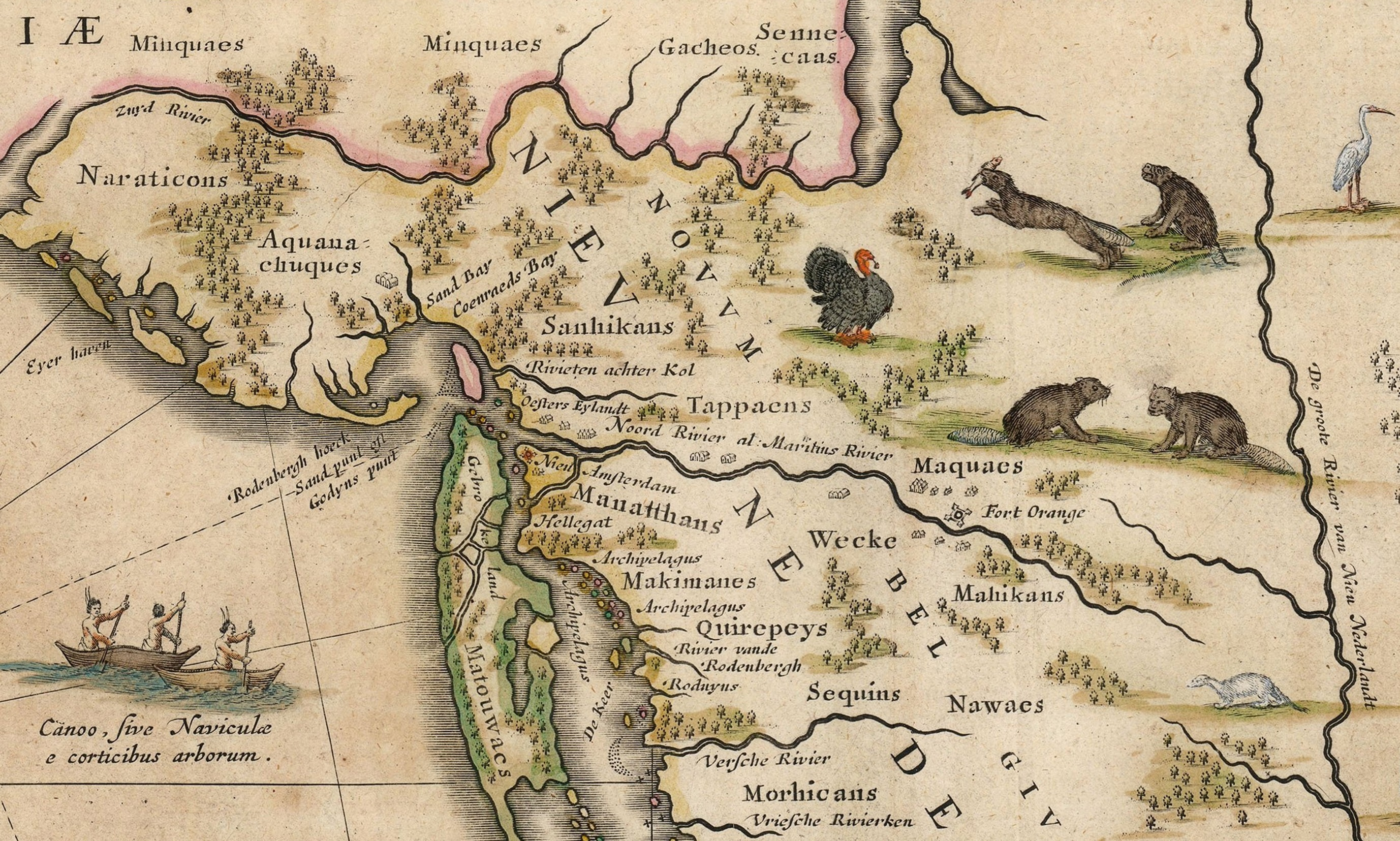
Mapa (c1634) Pavonia ubicada en lo que originalmente se llamó Oesters Eylandt, o Oyster Island, y Achter Kol, que significa Detrás de la cresta y se refiere a Bergen Hill

Otras exploraciones y asentamientos llevaron al establecimiento de Fort Amsterdam en el extremo sur de la isla de Manhattan en 1625. En 1629, con la Carta de Libertades y Exenciones, la Compañía Neerlandesa de las Indias Occidentales comenzó a otorgar el título de patrocinio y patentes de tierras a algunos de sus miembros investidos. Los terrenos escriturados abarcaban 26 km de longitud en un lado de un río importante, o 13 km si abarca ambos lados. El título vino con poderosos derechos y privilegios, incluida la creación de tribunales civiles y penales, el nombramiento de funcionarios locales y la posesión de tierras a perpetuidad. A cambio, se esperaba que un patrón estableciera un asentamiento de al menos cincuenta familias dentro de los cuatro años posteriores a la concesión original. Estos primeros pobladores fueron liberados del deber de los impuestos públicos durante diez años, pero se les exigió que pagaran al patrono en dinero, bienes o servicios en especie.
Michael Pauw, un burgermeester de Ámsterdam y director de la Compañía Neerlandesa de las Indias Occidentales, otorgó una patente para la orilla oeste del North River. Pavonia es la forma latinizada del apellido de Pauw, que significa "pavo real". Como era requerido, Pauw compró la tierra a la población indígena, aunque el concepto de propiedad difería significativamente para las partes involucradas. Tres lenape "vendieron" la tierra por 80 brazas (146 m) de wampum (cuentas de concha ensartadas), 20 brazas (37 m) de tela, 12 teteras, seis pistolas, dos mantas, una tetera doble y medio barril de cerveza. Estas transacciones, fechadas el 12 de julio de 1630 y el 22 de noviembre de 1630, representan el transporte más antiguo conocido del área. Se dice que los tres formaban parte de la misma banda que había vendido la isla de Manhattan a Peter Minuit y luego "vendió" esta tierra, a la que se habían retirado después de esa venta en 1626. El 10 de agosto de 1630, Pauw obtuvo una escritura para Staten Island, lo que llevó a algunos historiadores a considerar a Staten Island como parte de Pavonia.

## Paulus Hook, Harsimus y Communipaw

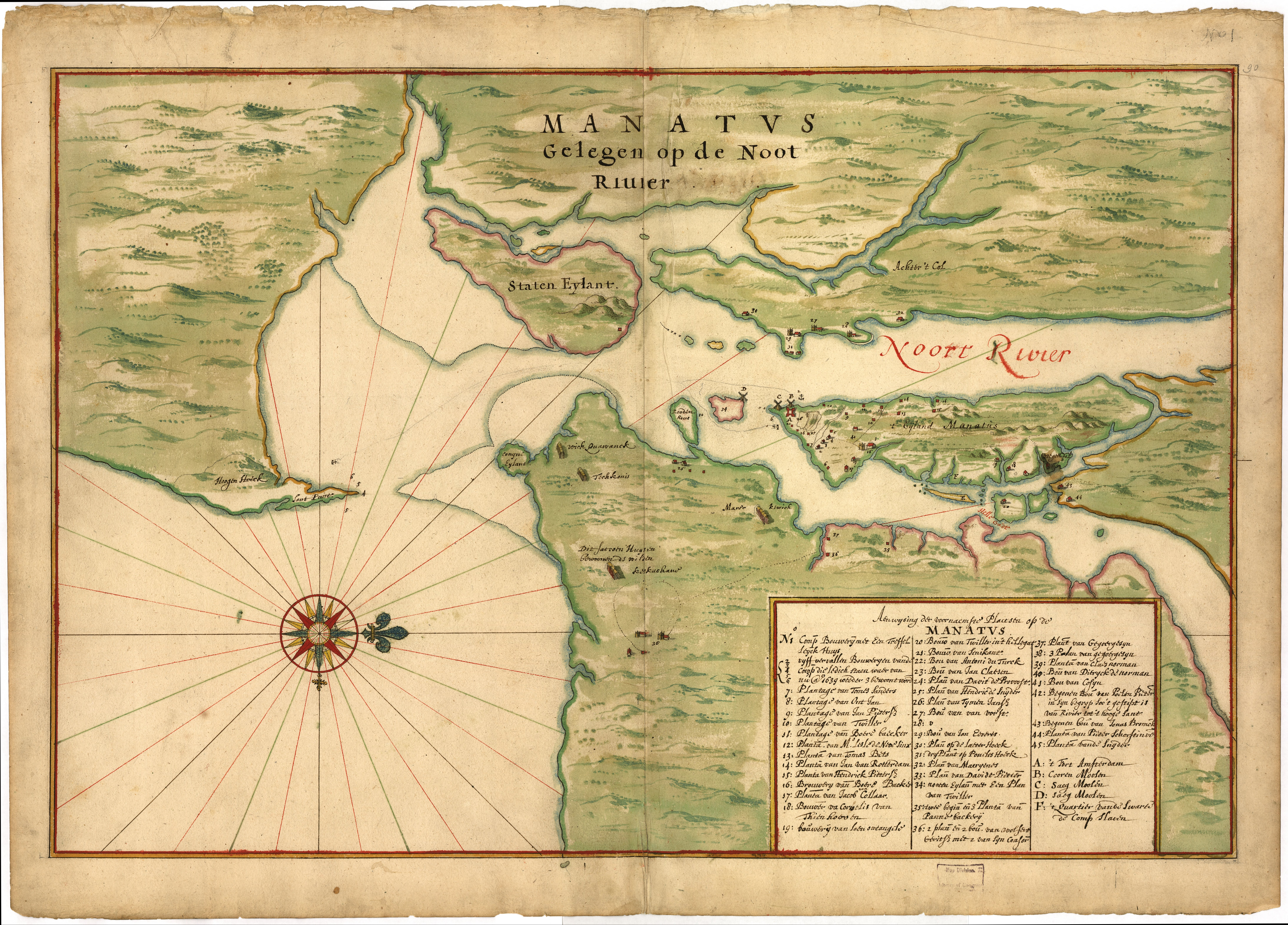
Mapa (c1639) Manhattan situado en el North Rivier con clave numerada que muestra los asentamientos: 27. Granja de Van Vorst; 28. v (sic): 29. Granja de Evertsen; 30 Plantación en Lacher's Hook; 31 Plantación en Paulus Hook; 32. Plantación de Maerytensen

El área abarcada por las posesiones de Pauw en Bergen Neck probablemente incluía los 13 km de línea costera en cada uno de los ríos Hudson y Hackensack desde Bergen Point hasta la línea actual del condado de Bergen. Su agente instaló una pequeña factoría y embarcadero en Arresick, en la isla de mareas que todavía lleva su nombre en inglés, Paulus Hook. Operaba un transbordador intermitente y comerciaba con la población local de lenape. Para 1630 se había establecido una plantación trabajada por esclavos africanos. Sin embargo, Pauw no cumplió con la condición de establecer una comunidad de al menos 50 colonos permanentes y se le pidió que revendera su adquisición especulativa a la empresa. Encargaron la construcción de una granja en Gemoenepaen para su representante Jan Evertsen Bout durante 1633. Durante 1634 se construyó una granja en Ahasimus para Cornelis Hendriksen Van Vorst (Voorst), cuyos descendientes posteriores desempeñarían un papel destacado en el desarrollo de Jersey City. Abraham Isaacsen Verplanck recibió una patente de tierras para Paulus Hook el 1 de mayo de 1638. Una pequeña granja se levantó en Kewan Punt. El arrendamiento de Aert Van Putten en Hobuk (Hoboken) fue el sitio de la primera cervecería de América del Norte. Otro patrocinio se estableció río arriba en Vriessendael. Aunque los asentamientos eran pequeños, eran estratégicos porque eran un punto de apoyo en la orilla oeste de lo que se había llamado North River frente a Nueva Ámsterdam y eran importantes puestos comerciales para los colonos y los pueblos indígenas, que comerciaban con valiosas pieles de castor., y fueron los primeros intentos de poblar el territorio recién reclamado.

## Masacre de Pavonia

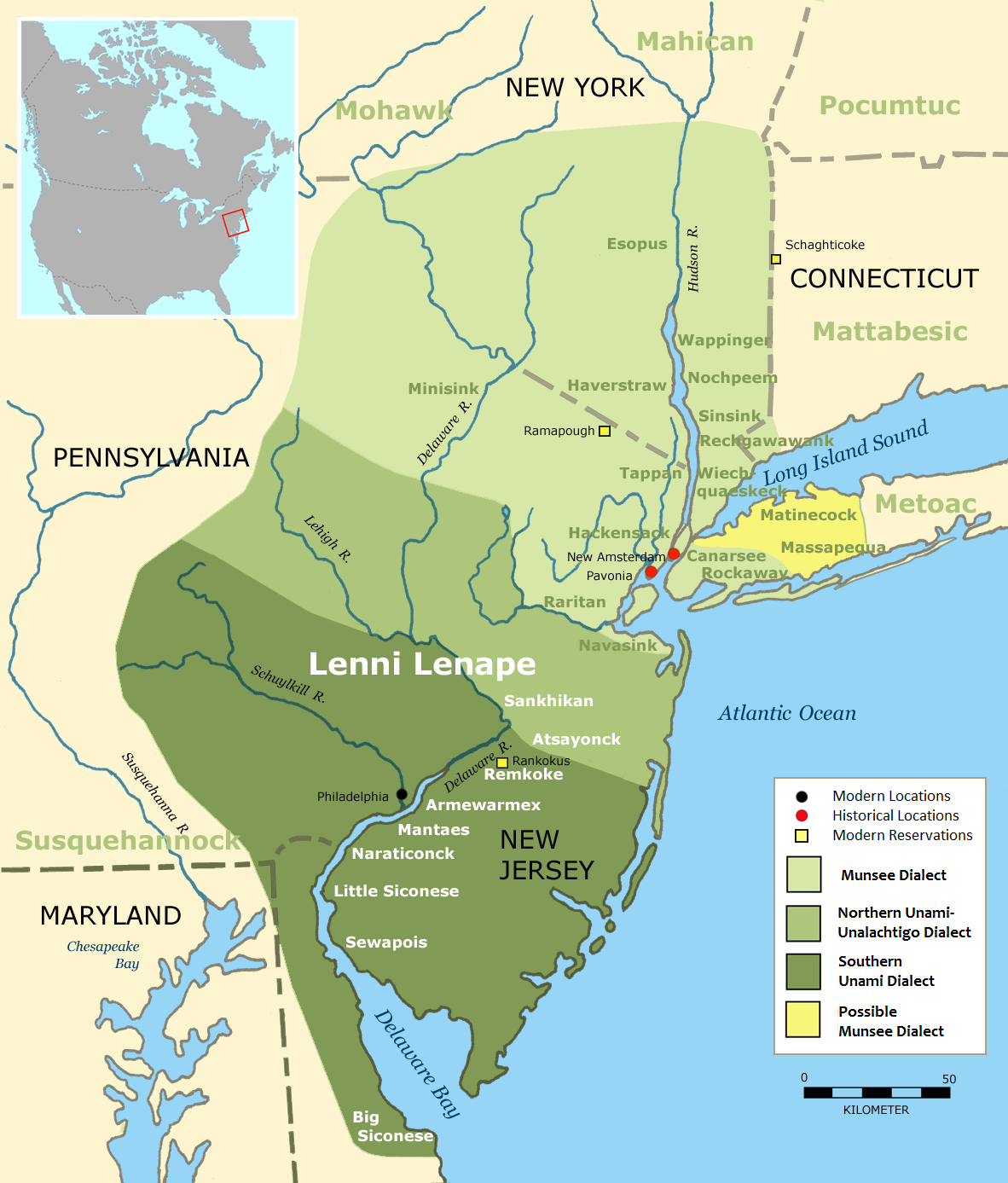
Varios grupos, unidos después de la masacre de Pavonia y la Guerra de Kieft, afectaron a toda la provincia.

Las relaciones entre los holandeses y los lenape eran tenues. Los acuerdos comerciales, la propiedad de la tierra, las estructuras familiares y sociales fueron malentendidos y mal interpretados por ambas partes. Las diferencias de idioma probablemente no ayudaron. Estos conflictos llevaron a un aumento de las tensiones y, finalmente, a un incidente que inició una serie de redadas y represalias, conocida como la Guerra de Kieft.
Willem Kieft llegó a Nuevos Países Bajos en 1639 para asumir su cargo de Director de Nuevos Países Bajos, con la directiva de aumentar las ganancias del puerto de Pavonia. Su solución fue intentar exigir un tributo a los indios con la afirmación de que el dinero les compraría protección de los grupos rivales. No era raro que lo hiciera la población nativa, pero en este caso sus demandas fueron ignoradas.
En ese momento, los colonos de Nueva Ámsterdam estaban en conflicto intermitente con sus vecinos nativos Raritan y Wappinger. En Staten Island, los soldados holandeses derrotaron un campamento en represalia por el robo de cerdos, que luego se descubrió que habían sido robados por otros colonos. La muerte de un carretero holandés, Claes Swits, a manos de un Weckquaesgeek (Wappinger en el lado este del río Hudson) enfureció particularmente a muchos de los holandeses cuando la tribu no entregó al asesino. En Achter Kol, en venganza por un robo, un holandés recibió un disparo de flechas mientras techaba una casa nueva.
Kieft decidió, en contra del consejo del consejo de los Doce Hombres, castigar a los indios que se habían refugiado entre los holandeses (sus presuntos aliados), cuando huían de la incursión de Mahican desde el norte, atacando Pavonia y Corlear's Hook. El ataque inicial que ordenó el 25 de febrero de 1643 y que tuvo lugar en Communipaw, fue una masacre: 129 soldados holandeses mataron a 120 indios, incluidos mujeres y niños. Los historiadores difieren sobre si la masacre fue idea de Kieft o no. Esto a veces se conoce como la Masacre de Pavonia. La misma noche también vio un ataque similar, aunque más pequeño, en Manhattan, la Masacre en Corlears Hook. Los nativos americanos lo llaman "La Matanza de los Inocentes". Este ataque unió a los pueblos algonquinos en las áreas circundantes, en un grado nunca antes visto. El 1 de octubre de 1643, una fuerza de "tribus" unidas atacó las haciendas de Pavonia, la mayoría de las cuales fueron incendiadas. Muchos colonos fueron asesinados y los que sobrevivieron fueron enviados a la relativa seguridad de Nueva Ámsterdam. Pavonia fue evacuada.
Durante los dos años siguientes, durante lo que se conoció como la Guerra de Kieft, las tribus unidas hostigaron a los colonos de Nuevos Países Bajos, matándolos esporádica y repentinamente. Las escasas fuerzas europeas no pudieron detener los ataques, pero los nativos se mantuvieron demasiado separados para montar ataques más efectivos. Finalmente se acordó una tregua durante agosto de 1645, en parte negociada por el sachem de Hackensack, Oratam. Kieft fue llamado a los Países Bajos para responder por su conducta en 1647, pero murió en un naufragio antes de que se pudiera contar su versión de los hechos. La guerra fue extremadamente sangrienta en proporción a la población en ese momento: más de 1600 nativos fueron asesinados en un momento en que la población europea de Nueva Ámsterdam era de solo 250. La incómoda tregua con lenape permitió más asentamientos, incluidos Constable Hook (1646) y Awiehawken (1647).

## Guerra del melocotonero y Bergen

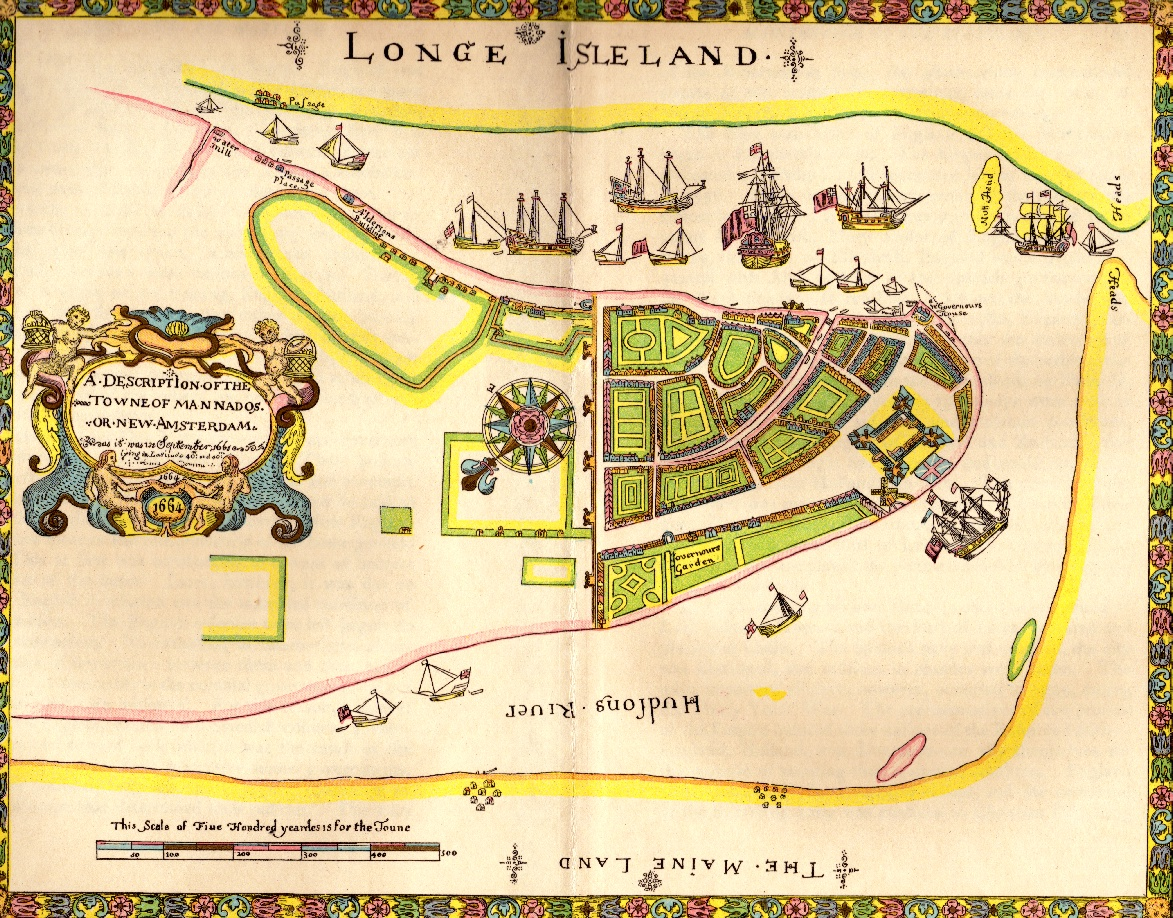
1664 Duke's Plan incluye representaciones de Harsimus, Paulus Hooko Communipaw en el momento de la rendición de Fort Amsterdam. Bergen estaba más hacia el interior en la cima de Bergen Hill. Ellis Island y Liberty Island se ven abajo a la derecha.

El sucesor de Kieft fue Peter Stuyvesant. Durante 1653, Pavonia se convirtió en parte de la comunidad recién formada de Nueva Ámsterdam. A finales de 1654 se hicieron una serie de concesiones para los tratados "achter de Kol" o Achter Col en Pamrapo, Minkakwa y Kewan. La colonia creció y la situación permaneció relativamente pacífica hasta 1655, cuando Pavonia fue atacada por una banda unida de aproximadamente quinientos lenape. Cien colonos fueron asesinados. Ciento cincuenta fueron tomados como rehenes y retenidos en Paulus Hook hasta que se pudiera negociar su liberación. Este incidente se conoce como la Guerra del melocotonero y se dice que fue precipitado por el asesinato de una mujer joven que había robado un melocotón del huerto de un colono en Manhattan, pero puede haber sido una represalia por el ataque holandés a lenape. socios en el Valle de Delaware en Nueva Suecia.
Durante 1658, con el deseo de formalizar más acuerdos con lenape, Stuyvesant acordó "recomprar" el área "junto a la gran roca sobre Wiehacken", y luego tomó la extensión de tierra en la península al oeste del Hudson y al este del río Hackensack que se extiende hasta Kill Van Kull en Bayona. Un mural que adorna el atrio del Palacio de Justicia del Condado de Hudson representa esta transacción: El 30 de enero de 1658, la península entre los ríos Hudson y Hackensack al sur de Weehawken fue finalmente comprada a los indios y concedida a los habitantes de Bergen en el año 1661. Un nuevo pueblo en la actual Bergen Square fue fundado por colonos que deseaban regresar a la orilla occidental del Hudson y le dieron el nombre de Bergen, que se referiría a su situación. La palabra berg tomada del holandés significa colina, mientras que bergen significa lugar seguro. Su gobierno semiindependiente fue otorgado el 5 de septiembre de 1661 por Stuyvesant, como parte de sus esfuerzos para recuperar un punto de apoyo en la costa occidental del North River y expandirse más allá de Nueva Ámsterdam en el extremo sur de Manhattan, bajo la condición de que se construya una guarnición. Ubicado en la cima de Bergen Hill, era parte del patrocinio original, cerca del extremo sur de Hudson Palisades. Fue el primer asentamiento europeo autónomo en lo que se convertiría en el estado de Nueva Jersey.
Durante 1664, Fort Amsterdam y, por extensión, toda Nuevos Países Bajos se rindió pacíficamente a los británicos. Durante los diez años siguientes se negoció en la mesa de negociaciones y, durante un breve período, se recapturó. El Imperio neerlandés finalmente renunció al control con el Tratado de Westminster durante 1675. La carta de Bergen fue renovada por el gobierno de Jersey Oriental y el área conservó su carácter holandés durante años.

## Pavonia moderna

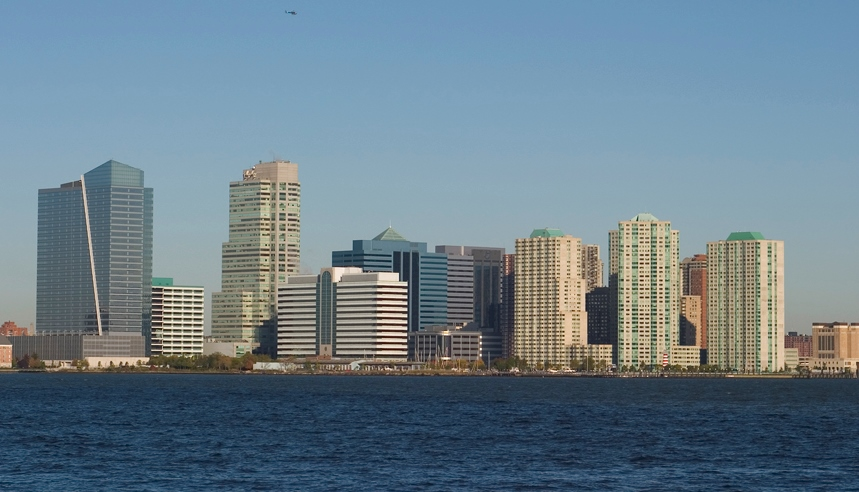
Newport, construido en Harsimus Cove, anteriormente vertedero, del río Hudson

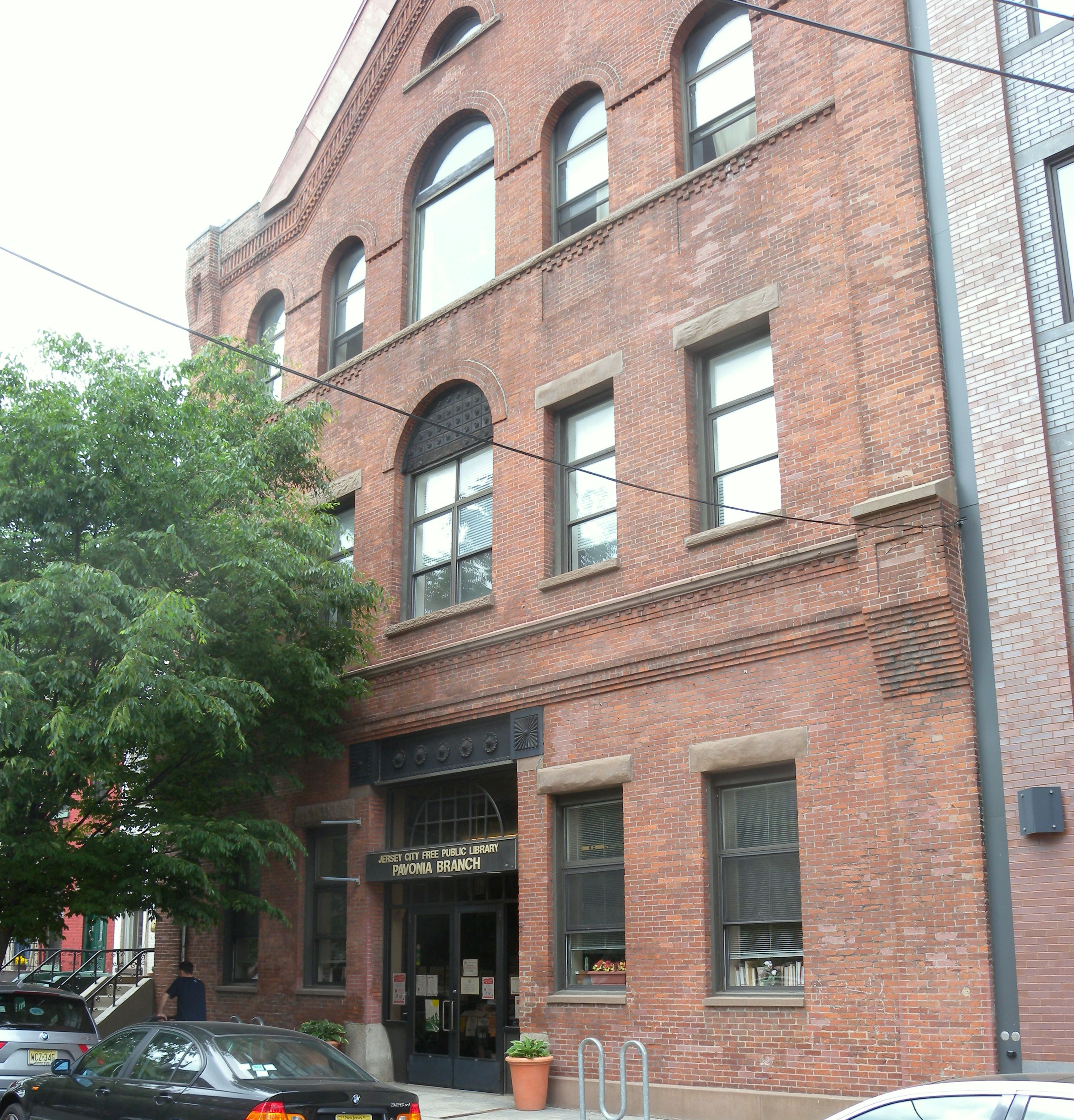
Sucursal biblioteca Pavonia

Aunque toda la región era originalmente Pavonia, el nombre ahora tiende a estar asociado con la antigua área de Jersey City de Horseshoe que abarca Harsimus Cove, Hamilton Park y WALDO-Powerhouse. Desde la década de 1980, el antiguo sitio de la Terminal Pavonia frente al mar de Hudson del Ferrocarril Erie y el Ferry de Pavonia se ha reconstruido como Newport. La estación Newport del sistema de tránsito rápido PATH, anteriormente llamada Pavonia, y la estación Pavonia-Newport del tren ligero Hudson Bergen se encuentran en esta sección de la ciudad.
Pavonia Avenue es una calle interrumpida en secciones, ya que corre de este a oeste en Pavonia Newport, en Hamilton Park, en Journal Square y en Marion Section. Pavonia Court, en la Bahía de Newark en Bayona, tiene su nombre del Pavonia Yacht Club establecido durante 1859 en la Bahía de Nueva York. También hay una avenida Pavonia en Kearny. El Saint Peter's College, ubicado en un terreno que formaba parte del patronato, tiene como mascota un pavo real, al que hacen referencia sus publicaciones: Pauw Wow (periódico), Pavan (revista literaria), Peacock Pie (anuario). También hay una sucursal de Pavonia del sistema de bibliotecas públicas de Jersey City. El depósito de tranvías de Pavonia Yard estaba ubicado cerca de Five Corners.  El astillero Pavonia, ubicado en Camden. fue operado por Pennsylvania Railroad, que también mantuvo terminales y patios en Downtown Jersey City.